# Christoph Görtz
Christoph Gotthard Görtz (* 2. November 1812 in Groß-Hundorf; † 22. Dezember 1889 in Lübeck) war Jurist und Mitglied des Deutschen Reichstags.

## Leben
Görtz besuchte das Gymnasium in Lübeck von 1831 bis 1834. Von 1834 bis 1839 studierte er Rechtswissenschaft an der Christian-Albrechts-Universität Kiel, der Universität Jena und der Universität Rostock. Er wurde Mitglied der Corps Franconia Kiel und Thuringia Jena. Danach war er bis 1864 Advokat, dann Richter in Lübeck. 1867 wurde er zum  Direktor des Untergerichtes ernannt, was er bis zu seinem Eintritt in den Ruhestand 1879 blieb.
Zwischen 1863 und 1881 war er Mitglied der Bürgerschaft in Lübeck und 1867 Mitglied des konstituierenden Reichstages des Norddeutschen Bundes. Von 1881 bis 1884 war er Mitglied des Deutschen Reichstags für den Reichstagswahlkreis Hansestadt Lübeck und die Deutsche Fortschrittspartei.
Heinrich Görtz war sein Sohn.